# Cryptocarya barbellata
Cryptocarya barbellata är en lagerväxtart som beskrevs av A. C. Smith. Cryptocarya barbellata ingår i släktet Cryptocarya och familjen lagerväxter. Inga underarter finns listade i Catalogue of Life.